# Fritz Mertel
Fritz Mertel (* 4. August 1902 in München; † 5. Mai 1979 in Salzburg) war ein österreichischer Orgelbauer.

## Leben
Fritz Mertel erhielt seine Ausbildung als Orgelbauer im väterlichen Betrieb von Hans Mertel in Salzburg. Diesen übernahm er nach Ablegung der Meisterprüfung 1939. Kriegsbedingt ruhte der Orgelbau in der Zeit von 1943 bis 1945. Mertel baute viele Orgeln in Salzburg, einige auch in Oberfranken. Der Betrieb wurde von seinem Sohn Friedrich Mertel jun. übernommen.

## Werkliste
| Jahr | Ort               | Gebäude                        | Bild | Manuale | Register | Bemerkungen |
| ---- | ----------------- | ------------------------------ | ---- | ------- | -------- | --- |
| 1940 | Walpertskirchen   | St. Erhard                     |      | II/P    | 18       | → Orgel |
| 1942 | Goldach           | Herz Jesu                      |      | II/P    | 17       | 1961 in neue Pfarrkirche übernommen. |
| 1956 | Salzburg-Nonnberg | Abtei                          |      | II/P    | 17       | |
| 1962 | Kitzbühel         | Christuskirche                 |      | II/P    | 8        | [ 2 ] |
| 1962 | Grödig            | Pfarrkirche Grödig             |      | II/P    | 18       | |
| 1963 | Anif-Niederalm    | Pfarrkirche Niederalm          |      | II/P    | 13       | [ 3 ] |
| 1965 | Salzburg          | Pfarrkirche Salzburg-St. Andrä |      | III/P   | 35       | nicht erhalten, 2006 ersetzt durch eine Orgel aus dem Leopold-Mozart-Saal des Mozarteums, die nach St. Andrä transferiert wurde (Orgel von Walcker-Mayer, Guntramsdorf) |
|      | Ludwigschorgast   | St. Bartholomäus               |      | II/P    | 13       | |